# 1998 في تركيا
فيما يلي قوائم الأحداث التي وقعت خلال عام 1998 في تركيا.

## كتب
من الكتب التي صدرت هذه السنة في تركيا:
- 1 يناير – اسمي أحمر من تأليف أورخان باموق.

## مواليد

### ديسمبر
- 2 ديسمبر – أفرا ساراتش ممثلة تركية.
- 18 ديسمبر – ارهان كان كارتل ممثل تركي.

## وفيات

### يناير
- 1 يناير – كونجا كورش (مواليد 1960) كاتبة تركية.

### يونيو
- 27 يونيو – كريم تيقين (مواليد 1975) مغني تركي.